# Boo-Yaa T.R.I.B.E.
A Boo-Yaa T.R.I.B.E. amerikai rap együttes a kaliforniai Carsonból. Zenéjüket a funk és a metal ihletettségű hangzás, és a gangsta rap műfajára jellemző szövegek jellemzik. 1988-ban alakultak.
A nevükben a "Boo-Yaa" a vadászpuska elsütésének hangja, míg a T.R.I.B.E. a Too Rough International Boo-Yaa Empire. rövidítése. A zenekar a hip-hop szinonimájának számít Los Angelesben.
2018-ban Ted Devoux (The Godfather) elhunyt, 55 éves korában.
Gxngsta Ridd (Paul Devoux) 2020. december 6-án elhunyt a koronavírus-járvány következtében.
Az együttes közreműködött Az ítélet éjszakája (Judgement Night) című film soundtrack-jéhez is, az Another Body Murdered című dallal, amelyet a Faith No More-ral közösen adtak elő.

## Diszkográfia
- New Funky Nation (1990)
- Doomsday (1994)
- Occupation Hazardous (1995)
- Metally Disturbed (1996)
- Angry Samoans (1997)
- Mafia Lifestyle (2000)
- West Koasta Nostra (2003)
- Business As Usual (2006)